# Chloeia inermis
Chloeia inermis är en ringmaskart som beskrevs av Jean Louis Armand de Quatrefages de Bréau 1866. Chloeia inermis ingår i släktet Chloeia och familjen Amphinomidae.
Artens utbredningsområde är havet kring Nya Zeeland. Inga underarter finns listade i Catalogue of Life.